# Arjen Teeuwissen
Arjen Teeuwissen (n. 29 martie 1971, Mook en Middelaar, Limburg, Țările de Jos – d. 29 mai 2024, Zoersel, Flandra, Belgia) a fost un sportiv ce a reprezentat Regatul Țărilor de Jos, medaliat olimpic. A participat la o ediție a Jocurilor Olimpice (2000) în care a câștigat o medalie de argint.

## Participări
Lista de mai jos prezintă principalele competiții la care a participat Arjen Teeuwissen de-a lungul carierei.
- equestrian at the 2000 Summer Olympics – team dressage[*]